# Петрасек, Люк
Люк Петрасек (англ. Luke Petrasek; род. 17 августа 1995, Ист-Нортпорт, штат Нью-Йорк, США) — американский профессиональный баскетболист, играющий на позиции тяжёлого форварда.

## Карьера
После окончания школы Петрасек поступил в Колумбийский университет. С первых дней Люк стал выходить в стартовой пятёрке «Колумбии Лайонс», а в декабре 2013 года был признан лучшим первокурсником недели в конференции Ivy League за 22 очка в победном матче против колледжа «Фэрли Дикинсон» (82:59). В последнем студенческом сезоне статистика Петрасека составила 15,1 очка, 5,6 подбора и 1,9 передачи. По итогам заключительного года в университете он вошёл во вторую пятёрку конференции Лиги плюща.
На драфте НБА 2017 года Петрасек не был выбран ни одним клубом, но получил приглашение от «Шарлотт Хорнетс» присоединиться к их составу в Летней лиге НБА. Итогом стал контракт с фарм-командой «Хорнетс» в G-лиге.
Летом 2018 года Петрасек также участвовал в Летней лиге НБА в составе «Хорнетс», а летом 2019 года в составе «Нью-Орлеан Пеликанс».
В июле 2019 года Петрасек подписал контракт с «Гисен Фотисиксерс». В чемпионате Германии Люк принял участие в 11 матчах и набирал 10,9 очка, 4,5 подбора, 1,4 передачи в среднем за игру.
В июле 2020 года Петрасек перешёл в «Нижний Новгород». Во время предсезонных товарищеских игр с «Автодором» Люк получил перелом лучевой кости правой руки со смещением и пропустил стартовые игры сезона 2020/2021. 16 декабря 2020 года, в матче Лиги чемпионов ФИБА против польского «Старта» (85:66), Петрасек дебютировал за нижегородский клуб. В этой игре Люк отметился 11 очками и 3 подборами.
В сезоне 2020/2021 Петрасек принял участие в 20 матчах Единой лиги ВТБ и показал статистику в 5 очков, 3,2 подбора и 0,5 передачи. В 10 играх Лиги чемпионов ФИБА его показатели составили 5,8 очка, 3,2 подбора и 0,6 передачи.
В июне 2021 года Петрасек стал игроком «Анвила».
В сезоне 2021/2022 Петрасек стал чемпионом Северной европейской баскетбольной лиги и бронзовым призёром чемпионата Польши.
В июне 2022 года Петрасек подписал новый контракт с «Анвилом».
В сезоне 2022/2023 Петрасек стал Кубка Европы ФИБА.

## Личная жизнь
Петрасек родился в местечке Ист-Нортпорт на острове Лонг-Айленд, штат Нью-Йорк в баскетбольной семье. Дедушка Люка Конни Симмонс 10 сезонов провёл в БАА, а затем и в самой НБА. 5 лет своей карьеры (с 1949 по 1954 годы) Симмонс выступал за «Нью-Йорк Никс», но 2 своих чемпионских титула завоевал в составе других команд — в 1948 вместе с «Балтимор Буллетс», а затем в 1955 году с «Сиракьюс Нэшнлз».

## Достижения
- Обладатель Кубка Европы ФИБА: 2022/2023
- Чемпион Северной европейской баскетбольной лиги: 2021/2022
- Бронзовый призёр чемпионата Польши: 2021/2022